# Ante Gotovina
Ante Gotovina (* 12. října 1955, Pašman) je bývalý důstojník, generálplukovník chorvatské armády.

## Biografie
Působil v chorvatské armádě během jugoslávského konfliktu v letech 1991 až 1995. Po skončení konfliktu byl Mezinárodním trestním tribunálem pro bývalou Jugoslávii obviněn z válečných zločinů, kterých se měl dopustit během operace Bouře. Většina občanů Chorvatska se ho ale zastávala. Ante Gotovina se skrýval až do prosince roku 2005, kdy byl dopaden na ostrově Tenerife.

### Zproštění obvinění
15. dubna 2011 byl odsouzen k 24 letům odnětí svobody za činy pronásledování, nuceného odsunu, drancování, zlovolného ničení, vražd, nelidského jednání a krutého zacházení. Mezinárodní trestní tribunál pro bývalou Jugoslávii současně konstatoval, že se tyto činy staly v důsledku zločinného spolčení, jehož klíčovou postavou byl tehdejší chorvatský prezident Franjo Tuđman. 16. listopadu 2012 senát Mezinárodního trestního tribunálu pro bývalou Jugoslávii v odvolacím řízení zprostil Anteho Gotovinu všech obvinění a nařídil jeho propuštění.